# Хорн-Айленд (аэропорт)
Аэропорт Хорн-Айленд (англ. Horn Island Airport) — австралийский аэропорт, расположенный на острове Хорн, одном из островов Торресова пролива на севере провинции Квинсленд.

## История
Строительство аэродрома началось в 1940 году.
Строительство военного аэродрома на острове Хорн завершилось в 1941 году. Во время второй мировой войны до 1942 года остров использовался как одна из передовых оперативных баз. Военная база обеспечивала деятельность различных подразделений ВВС Австралии и ВВС США, в том числе военные операции в Новой Гвинее.
Хорн-Айленд был вторым после Дарвина местом в Австралии, которое подвергалось бомбардировке японской армией. В 1942-1943 он подвергался бомбардировке 8 раз.
В 1995 году произошла реконструкция аэродрома, в том числе был построен терминал.
В 2011 году была завершена реконструкция взлётно-посадочной полосы.

## Авиакомпании и направления
Аэропорт обслуживает регулярные рейсы авиакомпаний QantasLink и Skytrans в Кэрнс. Кроме того чартерные рейсы выполняют авиакомпании Torres Air, Cape Air, Babcock, Nautilus, GBR Helicopters.